# Mordellistena despecta
Mordellistena despecta là một loài bọ cánh cứng trong họ Mordellidae. Loài này được Ermisch miêu tả khoa học năm 1967.